# ЭР29
ЭР29 (Электропоезд Рижский, 29-й тип) — электропоезд переменного тока, построенный в 1985 году на Рижском вагоностроительном заводе в единственном экземпляре, в шестивагонной составности (вагоны 01, 02, 03, 04, 06, 09). Заводское обозначение 62-229. Точных сведений о заводских обозначениях вагонов не обнаружено, но в соответствии с принципами РВЗ они должны быть следующими:
- моторный промежуточный вагон (Мп) – модель 62-230;
- прицепной головной вагон (Пг) – модель 62-231;
- прицепной промежуточный вагон (Пп) – модель 62-232.

## История создания

### Первый вариант
Первые электропоезда, как советские, так и зарубежные, были оснащены реостатно-контакторной системой управления (РКСУ). Во время развития силовой электроники был разработан принципиально другой метод управления коллекторным электродвигателем – тиристорно-импульсный. Преимущества такой системы (ТИСУ) следующие. Во-первых, это отсутствие тепловых потерь в пусковых сопротивлениях (т.е. более высокий КПД поезда). Во-вторых, плавное увеличение силы тока позволяет увеличивать скорость при разгоне без рывков вагонов. В-третьих, отсутствие электромеханических устройств в схеме управления повышает надёжность состава (при соответствующем уровне надёжности электроники).
В СССР в 60-х годах для линий постоянного тока были созданы электросекции СР3А6М (путём переоборудования электросекций СР3) и электропоезда ЭР2И (путём переоборудования электропоездов ЭР2), где был реализован тиристорный метод. Позже на базе электропоезда ЭР2 был создан электропоезд с ТИСУ типа ЭР12, также постоянного тока. Теперь РВЗ предстояло создать новые поезда с ТИСУ постоянного (ЭР30) и переменного (ЭР29) тока.
ЭР29-1 — первый электропоезд из нового семейства, разработанного РВЗ, с кузовом длиной 21,5 м и увеличенными тамбурами. Предполагалось, что в это семейство войдут электропоезда постоянного тока серий ЭР24 (освоен ДМЗ, как ЭД2Т) и ЭР30, а также переменного тока серий ЭР27 (освоен ДМЗ, как ЭД9Т) и ЭР29. В силу возникших на этапе проектирования проблем с размещением электрооборудования и тяговых трансформаторов под кузовом моторного вагона, токоприёмники и тяговые трансформаторы электропоезда ЭР29 были смонтированы на прицепных вагонах (головных и промежуточных).
После постройки электропоезд ЭР29-1 проходил наладку на пригородном узле Вильнюса, после чего несколько лет провёл на опытном кольце ВНИИЖТ в подмосковной Щербинке.

### Модернизация
Электропоезд ЭР29 первоначально был оборудован тиристорными преобразователями с импульсно-фазовым регулированием напряжения на тяговых двигателях. Такая система преобразования, разработанная ВНИИЖТ, получила название РИФ. Известно, что электроподвижной состав переменного тока с тиристорным регулированием (электровозы ВЛ80Р, ВЛ85) сильно искажает форму напряжения в тяговой сети и загружает её реактивной мощностью, что приводит к дополнительным потерям в сетях электроснабжения. Преобразователь РИФ был одним из вариантов решения. Снижение реактивной мощности достигалось за счет искусственной коммутации тиристоров преобразователя в конце каждого полупериода. Цепи искусственной коммутации были очень громоздкими, что стало причиной размещения тягового трансформатора на прицепных вагонах ЭР29. Позже аналогичные технические решения стали применять на подвижном составе в европейских странах, но с использованием запираемых тиристоров (GTO).
Преобразователи РИФ на поезде работали неустойчиво. Поэтому во II квартале 1989 года в депо Фастов Юго-Западной ж.д. силами РЭЗ, РФ ВНИИВ на поезде были установлены обычные выпрямительно-инверторные преобразователи (ВИП) с компенсаторами реактивной мощности (КРМ). Схема разрабатывалась в РФ ВНИИВ с учётом проведенных во ВНИИЖТ испытаний ВИП с КРМ на электровозе ВЛ85. После завершения наладочных работ в марте 1990 года поезд поступил на экспериментальное кольцо ВНИИЖТ для проведения тягово-энергетических испытаний. Серьёзных нарушений работы поезда зафиксировано не было, ВИП с КРМ работал устойчиво. Было отмечено также, что в связи с заменой преобразователей РИФ на ВИП с КРМ появилась возможность традиционного размещения всего тягового электрооборудования только на моторном вагоне, что позволило бы улучшить сцепные свойства, уменьшить его массу, повысить надежность. Было решено проработать этот вопрос для серийного поезда. Серийный выпуск электропоездов ЭР29М предполагалось начать с 1995 года.

## Общие сведения

### Составность
Электропоезд ЭР29 формируется из вагонов трёх типов — прицепных головных с кабинами управления (Пг), моторных промежуточных (Мп) и прицепных промежуточных (Пп). Формирование составов производится по принципу двухвагонных электросекций, каждая из которых включает один моторный промежуточный и один прицепной головной или промежуточный вагон. 
Композиция опытного электропоезда — Пг+Мп+Пп+Мп+Мп+Пг. По типам вагонов (Пг, Мп. Пп) и соотношению количества моторных и прицепных вагонов её можно назвать классической для поездов РВЗ того времени. Однако в отличие от серийных поездов ЭР9 и впоследствии появившихся ЭД9, токоприёмники и тяговые трансформаторы у ЭР29 размещаются на прицепных вагонах. 

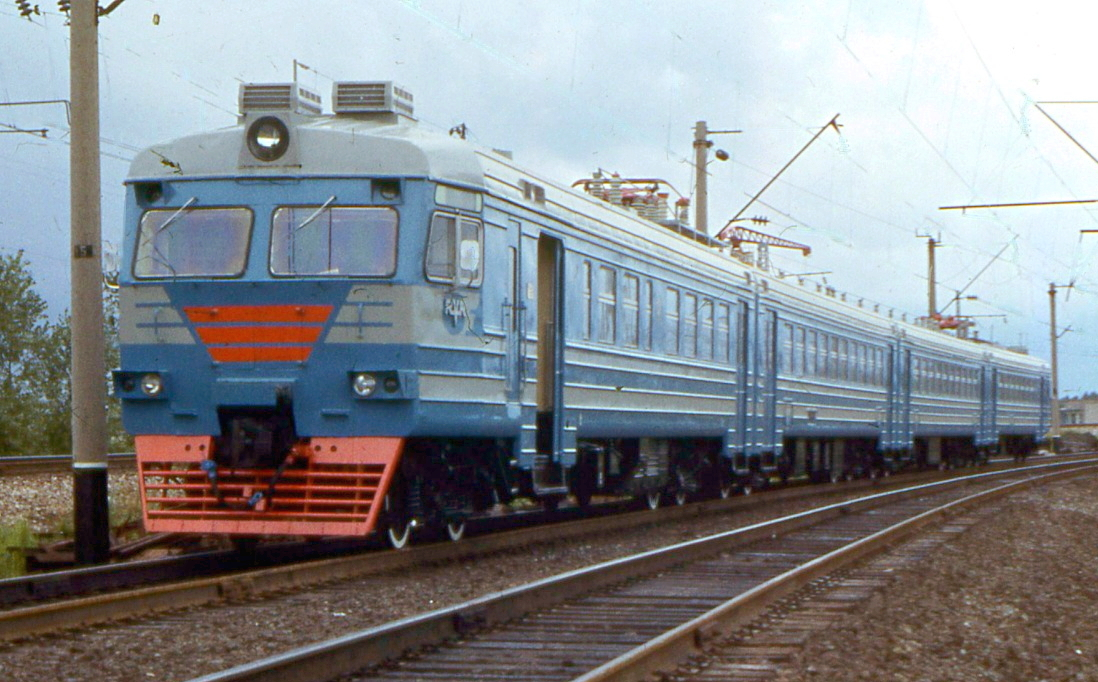
Электропоезд ЭР29-1 в четырёхвагонной составности на испытаниях на кольце ВНИИЖТ

### Технические характеристики
Основные параметры опытного электропоезда:
- масса тары — 328,8 т;
  - моторного вагона (Мп) — 61,5 т;
  - прицепного вагона (Пп) — 46,3 т;
  - головного вагона (Пг) — 49,0 т;
- число сидячих мест — 618;
  - в моторном вагоне (Мп) — 116;
  - в прицепном вагоне (Пп) — 107;
  - в головном вагоне (Пг) — 83;
- скорость:
  - конструкционная — 130 км/ч;
  - максимальная эксплуатационная — 120 км/ч.

### Нумерация и маркировка
Система нумерации, применённая на опытном образце ЭР29, в целом соответствует принятой для других электропоездов РВЗ. При этом, в отличие от большинства моделей, состав получил номер из одной цифры 1 (как это было на первых образцах составов ЭР22). Маркировка на лобовой части «ЭР29-1», без указания номера вагона (в отличие от первых ЭР22). В свою очередь, каждый вагон состава получил свой номер в трёхзначном формате, где первая цифра - номер состава, последние две — номер вагона по комплекту. При этом моторные вагоны получили чётные номера, головные — нечётные 01 и 09, прицепные — нечётные. Эта маркировка выполнялась под окнами посередине вагона. Например, ЭР29-101 — головной вагон (Пг); ЭР29-102 — моторный (Мп) и т.п.
Некоторое нововведение коснулось логотипа РВЗ. Сам логотип не изменился (буквы «RVR»), но его расположение было перенесено под боковые окна кабин (на классических моделях он располагался под лобовыми стёклами в центре).

## Конструкция

### Механическая часть

#### Кузов
Кузова вагонов электропоезда ЭР29 выполнены цельнометаллическими несущей конструкции (все элементы — рама, крыша, боковые стенки воспринимают силы, которые действуют на кузов по всем направлениям). Каркас выполнен с применением гнутых профилей и представляет собой систему замкнутых колец, обтянутых стальной гофрированной обшивкой толщиной. Основное отличие кузовов вагонов ЭР29 от вагонов поездов серий ЭР2 и ЭР9 — увеличенная до 21,5 м длина за счёт более широких тамбуров. Каждый вагон имеет по два тамбура с двухстворчатыми дверями, с комбинированными выходами (на высокие и низкие платформы) на обе стороны.

#### Тележки
Кузова моторных вагонов через цилиндрические пружины опираются на двухосные тележки типа ТУР-01. Рамы тележек опираются на буксы также через цилиндрические пружины, параллельно которым включены фрикционные гасители колебаний. Центральное подвешивание имеет гидравлические гасители колебаний. Статический прогиб двухступенчатого рессорного подвешивания — 126 мм. Диаметр бандажа колёс моторных вагонов — 1050 мм, база тележки — 2600 мм, передаточное число редуктора — 3,95. Подвеска редукторов к раме тележки стержневая, шестерня редуктора вращается в двух одинаковых опорно-радиальных подшипниках, как это стало делаться в последующем (с 1987 г.) на электропоездах ЭР2Р с № 7072. Сепараторы всех подшипников редуктора составные, соединены заклёпками.
Под прицепными вагонами были установлены доработанные с точки зрения применения удлинённых серёг центрального подвешивания и размещения тормозных цилиндров тележки типа КВЗ-ЦНИИ-М. Диаметр бандажа 950 мм, база тележки 2400 мм. Тележки моторных и прицепных вагонов электропоезда ЭР29 отличаются от соответствующих тележек электропоездов ЭР2Р характеристиками комплектов пружин рессорного подвешивания.
Каждая колёсная пара моторного вагона приводится в движение своим тяговым электродвигателем постоянного тока типа 1ДТ-012.

### Интерьер
Внутренняя планировка вагонов в целом выполнена аналогично применяемой на поездах серий ЭР2 и ЭР9 80-х годов выпуска. Почти полностью идентичная планировка позже появилась на моделях ЭД9Т и ЭД2Т производства ДМЗ.
Основную площадь салона занимают сиденья, над которыми размещаются полки для багажа и вешалки для одежды. Диваны, как правило, двусторонние шестиместные (по 3 места с каждой стороны), расположены в 2 ряда вдоль салона рядом с окнами. Рамы окон выполнены из пластика, алюминия и уплотнительных материалов. В верхней части окна имеется форточка, открываемая поднятием её рамы вверх. Для входа пассажиров в вагон и выхода из него в тамбурах по концам вагонов расположены двустворчатые двери с пневматическим приводом. Тамбуры и двери выполнены более широкими, чем в более ранних поездах РВЗ.

### Электрооборудование
Двигатель 1ДТ-012 при номинальном напряжении 825 В в часовом режиме имеет мощность 260 кВт (ток 350 А, частота вращения якоря при 28% возбуждения 1590 об/мин). Масса электродвигателя 1900 кг.
Силовая схема и схема цепей управления опытного электропоезда ЭР29 обеспечивали следующие режимы работы:
- пуск и разгон с регулируемой интенсивностью разгона (7 уставок);
- изменение направления движения;
- служебное рекуперативное торможение практически до остановки с регулируемой интенсивностью торможения (5 уставок);
- автоматическое дотормаживание электропневматическим тормозом до полной остановки;
- автоматическое замещение электропневматическим тормозом в случае неисправности электрического тормоза.

Уставка пускового тока задаётся переключателем, установленном на пульте в кабине машиниста, а тормозного тока — контроллером машиниста.
Реализованный на электропоезде двухзонный ВИП и трёхступенчатый КРМ состоят из следующих основных элементов: самого ВИП, блока конденсаторов, блока формирователей импульсов и блока управления. ВИП — шестиплечий полностью управляемый мост. Плавное регулирование тока возбуждения тяговых двигателей осуществляется четырьмя тиристорными плечами.
КРМ подключен параллельно низковольтной тяговой обмотке трансформатора через дополнительный тиристорный ключ и состоит из последовательно-соединённых блока конденсаторов и дросселя. КРМ подключался к силовой цепи только в период пуска и рекуперативного торможения. Тяговые двигатели соединены последовательно-параллельно и питаются от ВИП через сглаживающий реактор. ВИП, сглаживающий реактор и КРМ размещены на моторном вагоне. Токоприёмники, главные выключатели ВОВ-25А-10/630, трансформаторы ОНМЦЭР-1600/25-23У1 и преобразователи СРОМ-1600.83.У1 установлены на прицепных вагонах (головных и промежуточных). Компрессоры ЭК-7В и другие вспомогательные машины приводятся трехфазными асинхронными электродвигателями напряжением 220 В, получающими питание через расщепитель фаз 1РФ.001. Питание цепей управления осуществляется напряжением 110 В.
Преобразователь смонтирован в камере, размещённой под вагоном, имеет принудительную систему воздушного охлаждения на испарительных тепловых трубках, выполнен на тиристорах Т453-800-36. Общее число тиристоров в ВИП — 28, диодов — 2. На электропоезде была предусмотрена разработанная ЛИИЖТ система диагностики ВИП.
Одна из особенностей электропоезда ЭР29 — наличие двойного контроля за боксованием и юзом колёсных пар моторного вагона: по разности частоты вращения и по разности токов в параллельных ветвях ТД в традиционной системе с реле боксования. При возникновении избыточного скольжения колёсных пар блок управления движением через регулятор тока якоря снижает его силу. Контроль по разности частоты вращения колёесных пар осуществляется с помощью универсальной дискретной системы защиты от избыточного скольжения колёсных пар типа ДУКС-110-4. В начале 1991 года на поезде была смонтирована улучшенная система ДУКС-110-4М.

### Тормозная система
Все вагоны электропоезда ЭР29 оборудованы электропневматическими тормозами. Помимо этого, при переводе двигателей на тележках моторных вагонов в режим рекуперации, осуществлялось электрическое торможение.

## Эксплуатация
После проведения испытаний опытный электропоезд был передан на Юго-Западную ж.д.в депо Фастов-Моторвагонный Юго-Западной железной дороги. В середине 1991 г. был введен в опытную эксплуатацию с пассажирами на линиях Киевского узла. В результате замеров и вычислений была подтверждена экономия электроэнергии по сравнению с серийными поездами ЭР9Е и ЭР9Т.
Однако работы по внедрению ЭР29М в серию в связи с политическими событиями 90-х годов и возникшим кризисом завершились. С техобслуживанием и ремонтом несерийного состава стали возникать проблемы. Некоторое время состав эксплуатировался под тягой электровозов ЧС4. Но уже к середине 90-х годов электропоезд был снят с эксплуатации. Часть его вагонов несколько лет оставалась в РПЧ-8 «Фастов», другая часть – на базе запаса «Казатин-1».

## Судьба серии
Как уже было описано выше, после эксплуатации на локомотивной тяге состав долго простаивал без работы. В 1998 году на основании приказа поезд был вообще списан, однако позже приказ был отменён.
По состоянию на 2010 год большая часть оборудования с поезда демонтирована, и он фактически представляет собой кузова на тележках. Капитальные ремонты в силу уникальности оборудования, этому составу не проводились, хотя периодически рассматривался вариант реконструкции электропоезда с использованием электрооборудования серийного электропоезда ЭР9ТМ (ЭД9М), что позволило бы использовать состав для работы на линии.

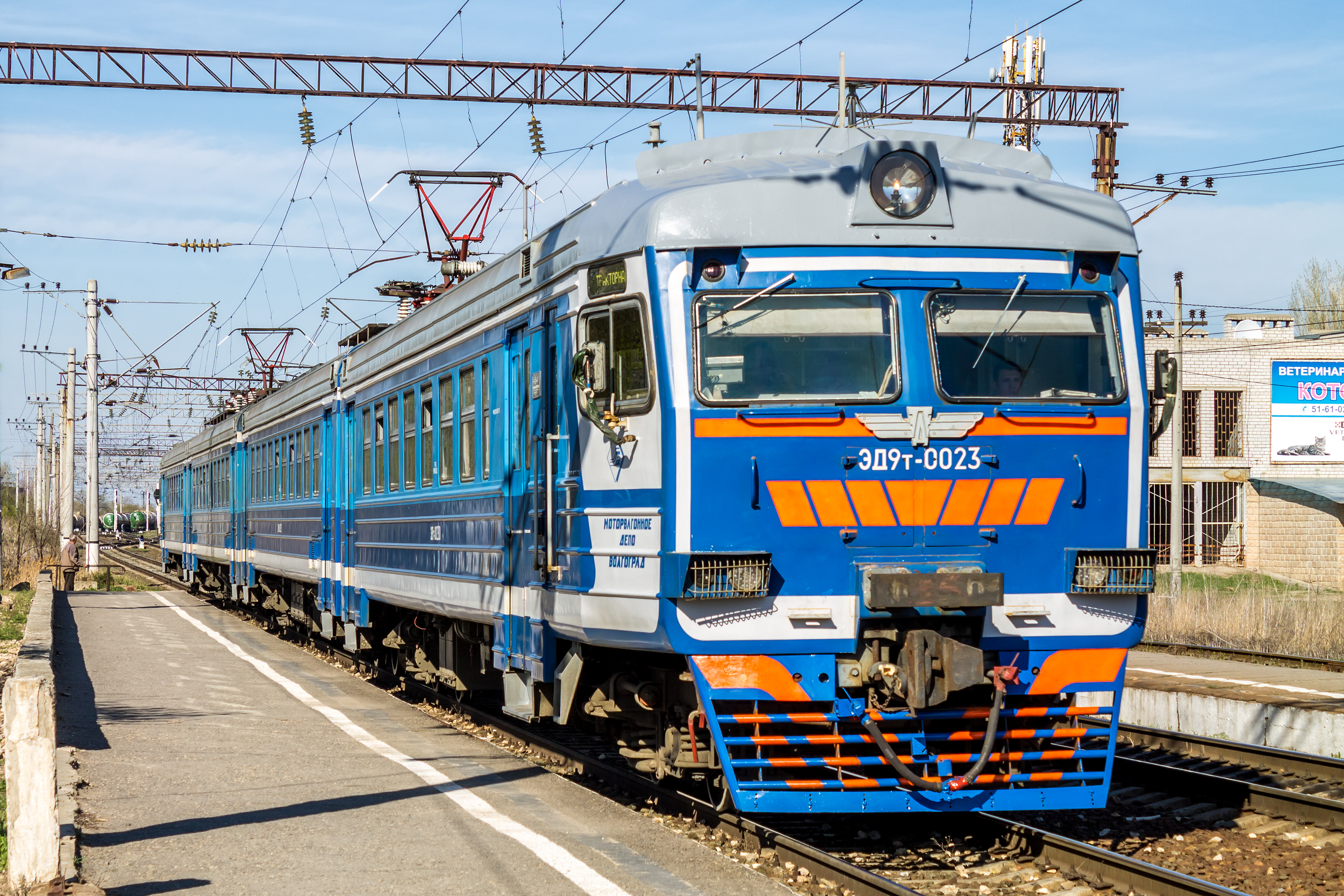
Электропоезд ЭД9Т

Предлагались идеи о передаче поезда для восстановления и/или доработки в Россию, однако договориться об условиях передачи так и не удалось.
По состоянию на 29 декабря 2012 года планировалось восстановление и ремонт поезда для КП «Киевпастранс» в качестве городской электрички .
Известно, что дело сдвинулось с мёртвой точки в 2012 году. В это время, по крайней мере, один головной вагон был доставлен на КЭВРЗ, расположенный рядом с созданным в то же время музеем, экспонатом которого он мог стать.
В декабре 2013 года были списаны два моторных вагона (номера 104 и 106).
На этом достоверные данные о судьбе состава заканчиваются. По информации форумов любителей рельсового транспорта, оба головных вагона, подготовленные на КЭВРЗ к перекраске, отправлялись в составе грузового поезда в северо-восточном направлении.
РВЗ вместо ЭР29 продолжил выпуск электропоездов ЭР9Е, затем ЭР9ЕТ, ЭР9Т, ЭР9ТМ. На базе ЭР9ТМ (по электрической части) Демиховский машиностроительный завод начал выпуск электропоезда ЭД9Т, унифицированного в части корпуса с электропоездом ЭР29.

### Комментарии
1. ↑  Соотношение моторных и прицепных вагонов 1:1, т.е. состав фактически сформирован из секций М+П.
2. ↑  Высокая платформа — платформа, высота которой над уровнем головки рельса (УГР) составляет 1100 мм. Средняя платформа — платформа, высота которой над УГР составляет 550 мм. Низкая платформа — платформа, высота которой над УГР не более 200 мм[2].